# Życie i śmierć (go)
Życie i śmierć – kluczowe pojęcia występujące w grze go. Są one wykorzystywane w trakcie oceny czy grupa kamieni pozostanie na planszy czy zostanie pojmana.
|                                               |  |  |  |  |  |  |  |  |
|                                               |  |  |  |  |  |  |  |  |
|                                               |  |  |  |  |  |  |  |  |
|                                               |  |  |  |  |  |  |  |  |
|                                               |  |  |  |  |  |  |  |  |
|                                               |  |  |  |  |  |  |  |  |
|                                               |  |  |  |  |  |  |  |  |
|                                               |  |  |  |  |  |  |  |  |
|                                               |  |  |  |  |  |  |  |  |
| Grupa żywa (a), martwa (b) i nieokreślona (c) |  |  |  |  |  |  |  |  |

- Grupa kamieni jest uznana za żywą, gdy jej przeciwnik nie ma możliwości usunięcia jej z planszy
- Grupa jest uznawana za martwą, gdy jej gracz nie ma możliwości obrony przed usunięciem jej z planszy
- W pozostałych przypadkach stan grupy jest nieokreślony.

Zdolność rozpoznania stanu danej grupy jest kluczową umiejętnością konieczną do formułowania poprawnej strategii.

## Zasady przeżycia
Zgodnie z zasadami: 
- grupa kamieni pozostaje na planszy, dopóki posiada co najmniej jeden oddech
- przeciwnik może zagrać kamień na polu bez oddechów tylko wtedy, kiedy jego ruch doprowadza do odebrania ostatniego oddechu grupie (grupa jest w atari).

W poniższym przykładzie, grupa czarnego jest martwa, ponieważ zagranie białego na polu (a) odbierze ostatni oddech grupie czarnych kamieni.
|                    |  |  |  |  |
|                    |  |  |  |  |
|                    |  |  |  |  |
|                    |  |  |  |  |
|                    |  |  |  |  |
| Czarny jest martwy |  |  |  |  |

W związku z tym, aby otoczona grupa mogła przeżyć, musi koniecznie mieć w środku więcej niż jedno oko.
|                 |  |  |  |  |
|                 |  |  |  |  |
|                 |  |  |  |  |
|                 |  |  |  |  |
|                 |  |  |  |  |
| Czarny przeżyje |  |  |  |  |

Jeśli grupa ma dwa oka, nie jest w atari, a przeciwnik nie jest w stanie odebrać jej wszystkich oddechów w jednym ruchu.
Biały nie może zagrać ani na polu (b) ani na polu (c). W związku z tym, grupa czarnych kamieni pozostanie na planszy, a więc jest żywa.

## Seki
Istnieją struktury, w których obaj gracze posiadają grupy kamieni, które dzielą wspólny oddech. Postawienie kamienia na wspólnym oddechu przez któregokolwiek z graczy spowoduje postawienie własnej grupy w atari.
|                                                      |  |  |  |  |  |  |  |  |
|                                                      |  |  |  |  |  |  |  |  |
|                                                      |  |  |  |  |  |  |  |  |
|                                                      |  |  |  |  |  |  |  |  |
|                                                      |  |  |  |  |  |  |  |  |
|                                                      |  |  |  |  |  |  |  |  |
|                                                      |  |  |  |  |  |  |  |  |
|                                                      |  |  |  |  |  |  |  |  |
|                                                      |  |  |  |  |  |  |  |  |
| Ktokolwiek zagra (X), wystawia swoją grupę na śmierć |  |  |  |  |  |  |  |  |

Taka sytuacja nazywa się Seki (jap. 関,セキ). Prowadzi ona do sytuacji, w której żaden z graczy nie chce postawić kamienia na wyznaczonym polu, toteż wszystkie kamienie są na nim żywe, a sam obszar ten staje się neutralny i nie liczy się do punktacji zadnego z graczy. 

## Znaczenie w strategii
Umiejętność wczesnego dostrzegania groźby śmierci pozwala skuteczniej unikać pułapek, np. sieci.
Kiedy grupa jest już oznaczona jako martwa, przeciwnik nie musi jej "dobijać". Dopiero, kiedy partia się zakończy, wszystkie grupy uznane za martwe, dołączają do jeńców przeciwnika. 
|                                              |  |  |  |  |  |  |  |  |
|                                              |  |  |  |  |  |  |  |  |
|                                              |  |  |  |  |  |  |  |  |
|                                              |  |  |  |  |  |  |  |  |
|                                              |  |  |  |  |  |  |  |  |
|                                              |  |  |  |  |  |  |  |  |
|                                              |  |  |  |  |  |  |  |  |
|                                              |  |  |  |  |  |  |  |  |
|                                              |  |  |  |  |  |  |  |  |
| Białe grupy są martwe i nie warto ich bronić |  |  |  |  |  |  |  |  |

Pozwala to doświadczonym graczom zaoszczędzić ruchy, które w innym wypadku zainwestowaliby w zbędną agresję lub bezcelową obronę. W związku z tym, umiejętność wczesnego rozeznania stanu grupy daje graczowi przewagę.

## Problem życia i śmierci

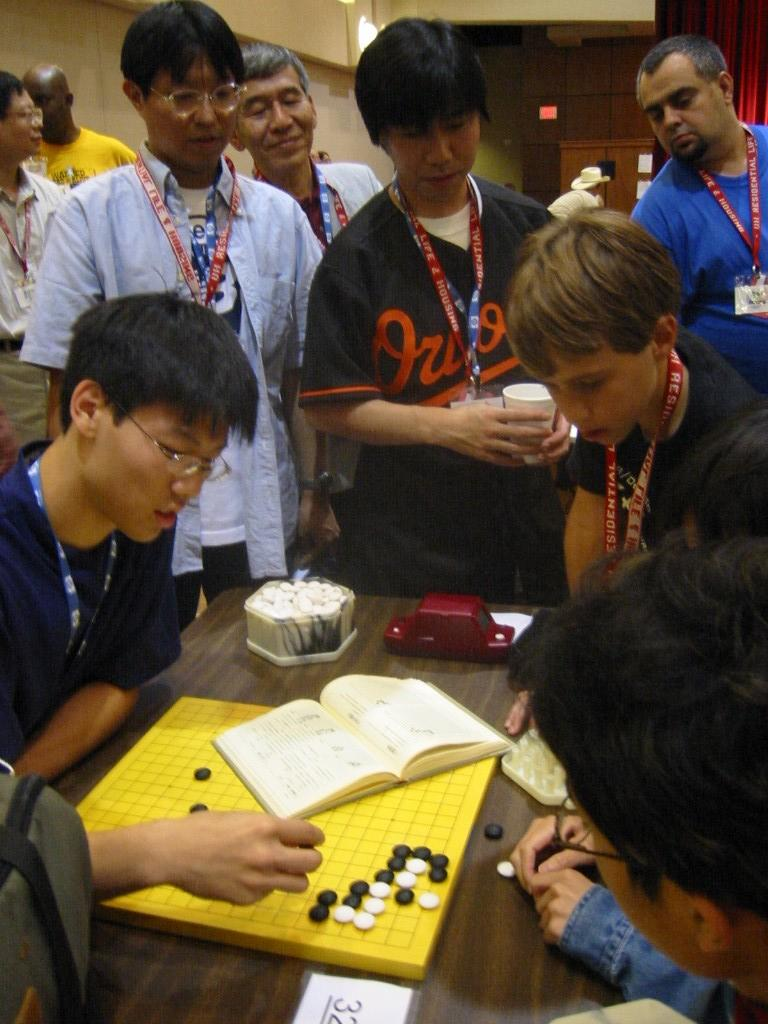
Trójka profesjonalnych graczy Go przygląda się amatorom rozwiązującym Tsumego z podręcznika na Kongresie U.S. Go w Houston w Teksasie, 2003.

Umiejętność oceny żywotności grupy jest tak ważną częścią treningu, że wśród graczy powstała tradycja komponowania Tsumego (jap. 詰碁), czyli tzw. "problemów życia i śmierci". 
Problem ma postać rysunku przedstawiającego układ kamieni na gobanie. Zadanie gracza polega na ocenie czy przy najlepszej grze obu graczy przedstawiona na rysunku struktura pozostanie żywa czy martwa i/lub podaniu najlepszej możliwej kontynuacji dla danej pozycji.
Przykładowy problem może wyglądać następująco:
Problem: Ruch białego. Gdzie należy się ruszyć, aby upewnić się, że czarna grupa jest martwa?
|  |  |  |  |  |
|  |  |  |  |  |
|  |  |  |  |  |
|  |  |  |  |  |
|  |  |  |  |  |

Rozwiązanie: Czarna grupa jest martwa po ruchu (1).

|  |  |  |  |  |
|  |  |  |  |  |
|  |  |  |  |  |
|  |  |  |  |  |
|  |  |  |  |  |

Wyjaśnienie: Jedyne miejsce na parę oczu dla czarnych to (a) i (b). Po zagraniu białego w polu (1), czarny nie jest już w stanie wytworzyć dwojga oczu. 
Odpowiedź czarnego (a) kończy się natychmiastową śmiercią po (b), natomiast zagranie w innej części planszy (tenuki) prowadzi do ruchu białego (a lub b), i wymuszonej odpowiedzi czarnego (b lub a), która również odbiera miejsce na parę oczu.

Tak skomponowane problemy są zbierane w kolekcje, a następnie publikowane w czasopismach i książkach. 